# Sukiyaki

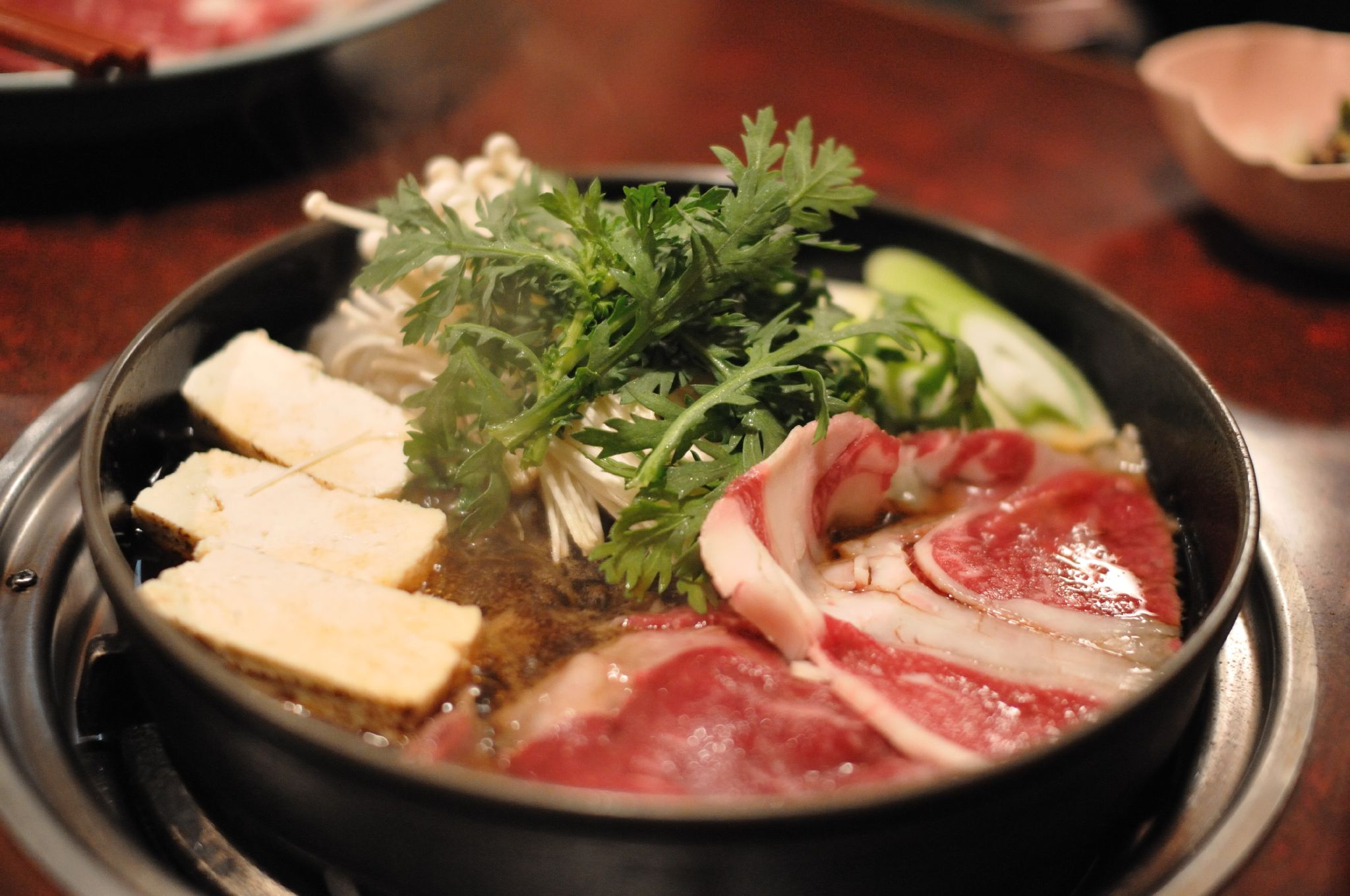
Sukiyaki.

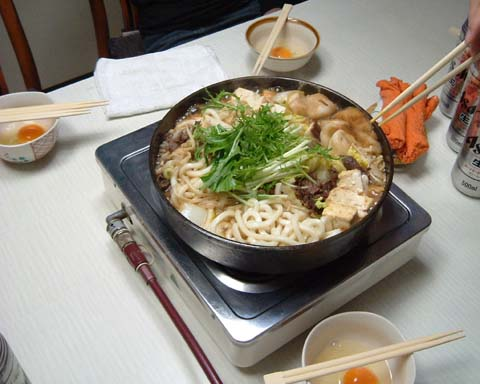
Sukiyaki preparado en casa.

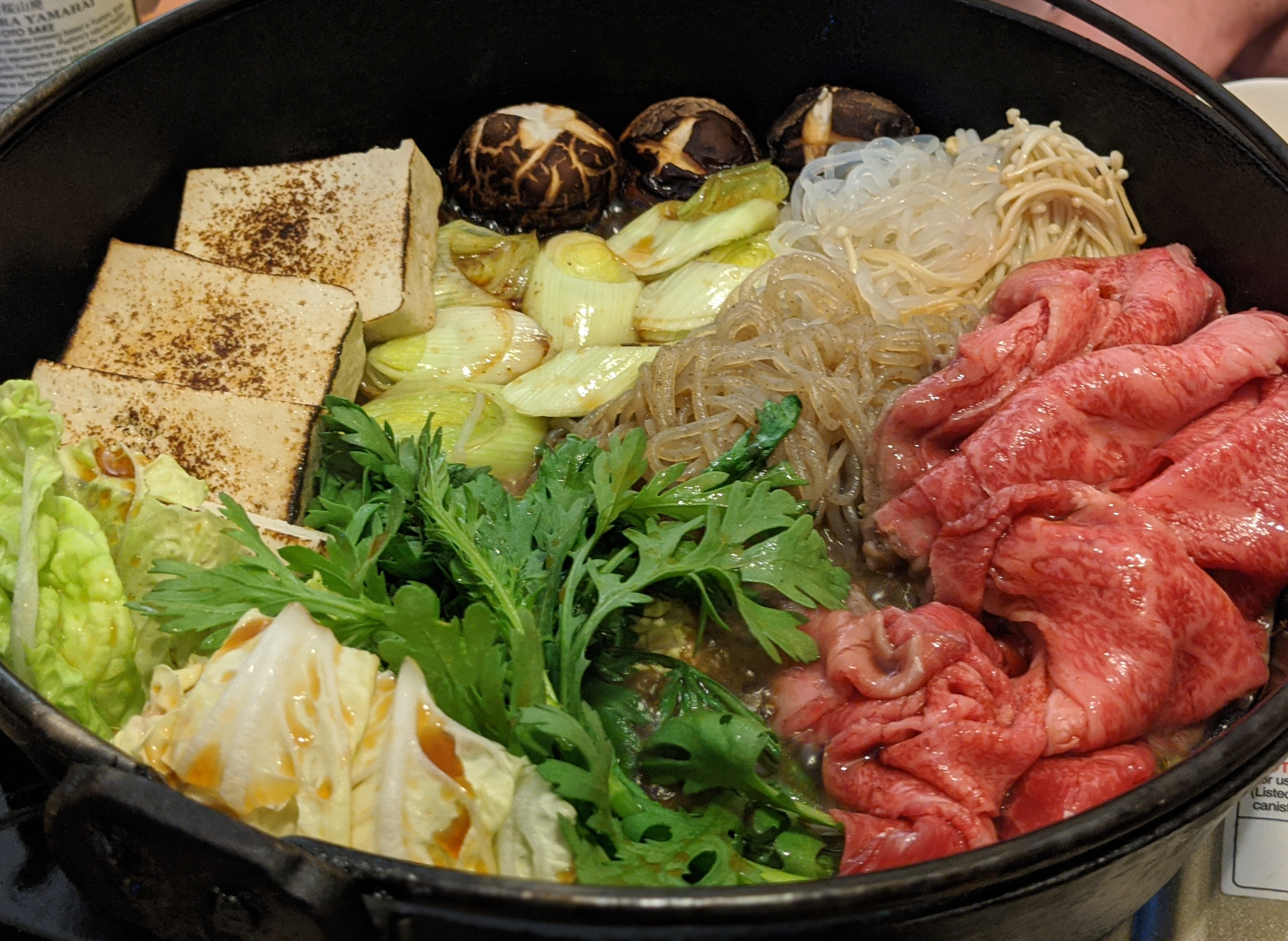
Detalle del tazón.

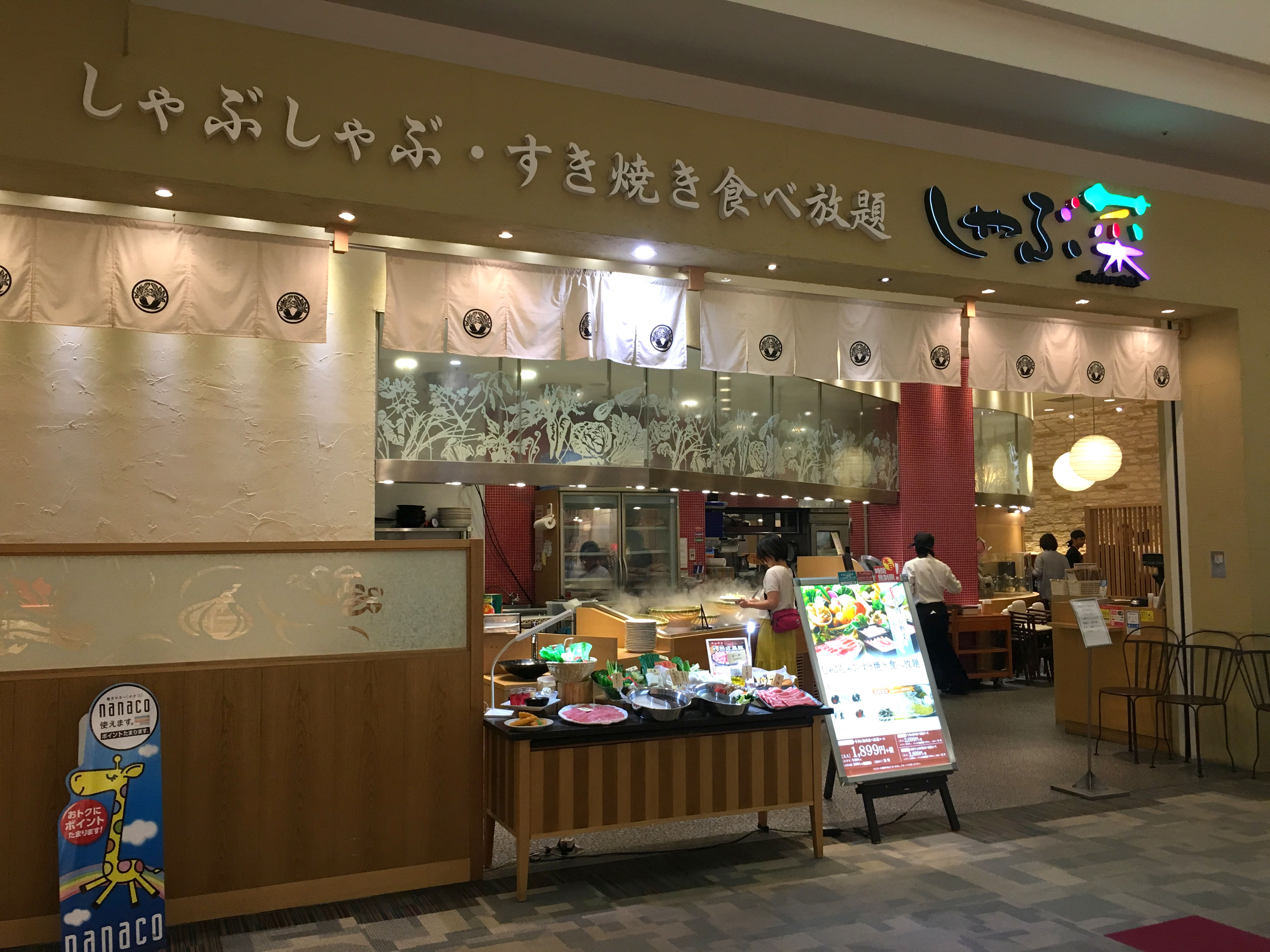

El sukiyaki (鋤焼?   o más común すき焼き; スキヤキ) es un plato japonés dentro del estilo nabemono (cocina al vapor japonesa). 
Este consiste en carne (normalmente trozos muy finos de ternera) o en la versión vegetariana hecha de tofu, cocido a fuego lento o hervido en la mesa, junto con vegetales y otros ingredientes, en una olla poco profunda en una mezcla de salsa de soja, azúcar y mirin. Antes de comerlo, los ingredientes se meten en un cuenco pequeño con huevo crudo batido.
Un tema común en la comida japonesa es que cualquiera puede hacer un sukiyaki pasable incluso con el presupuesto más ajustado.

## Ingredientes
Generalmente se usan tiras finas de carne de res aunque en el pasado, en ciertas partes del país (como Hokkaidō y Niigata), también se utilizaba carne de cerdo. 
Algunos ingredientes populares en su preparación son:
- Tofu (generalmente dorado)
- Negi (un tipo de cebollino)
- Vegetales frondosos tal como la Col china y el shungiku (hojas de Glebionis coronaria)
- Setas tales como el shiitake o enokitake
- Fideos gelatinosos hechos a base de cormo Konnyaku tales como el ito konnyaku o fideos shirataki.

Algunas veces se añade pasta udon o soba al final para absorber la mezcla.

## Preparación
Como otros platos del estilo nabemono, cada región en Japón utiliza un modo predilecto para preparar el sukiyaki. La principal diferencia está en el estilo de la región de Kansai en la zona oeste y la región de Kantō en la zona este. 
En la región de Kantō (Tokio), los ingredientes son cocidos en una mezcla de salsa de soja, azúcar, sake y mirin, mientras que en Kansai (Osaka, Kioto) primero se prepara a la plancha la carne en una cacerola. El resto de los ingredientes se pone encima de la carne mientras que se rocía el líquido en la cacerola. El shingiku se añade después de que los alimentos son cocidos a fuego lento. al final se añade un huevo por cada persona.